# Tokushige (metropolitana di Nagoya)
Tokushige (徳重駅?, Tokushige-eki) è una stazione della metropolitana di Nagoya situata nel quartiere di Midori-ku, a Nagoya, ed è servita dalla linea Sakura-dōri.

## Storia
La stazione di Tokushige è, dal 27 marzo 2011, data di inaugurazione, il capolinea orientale della linea Sakura-dōri.

## Linee
Metropolitana di Nagoya
 Linea Sakura-dōri

## Struttura
La stazione, sotterranea, è costituita da un marciapiede a isola con due binari passanti protetti da porte di banchina a mezza altezza. Pur essendo la stazione capolinea, i binari proseguono verso il deposito di Tokushige, anch'esso situato in sotterranea, sotto il centro commerciale HILL'S WALK Tokushige gardens.
| 1 | Linea Sakura-dōri | marciapiede per la sola discesa                        |
| 2 | Linea Sakura-dōri | per Aratama-bashi, Imaike, Nagoya e Nakamura Kuyakusho |

## Stazioni adiacenti
| «                 | Servizio          | »                 |
| Linea Sakura-dōri | Linea Sakura-dōri | Linea Sakura-dōri |
| ----------------- | ----------------- | ----------------- |
| Kamisawa          | -                 | Capolinea         |